# 메달리스트

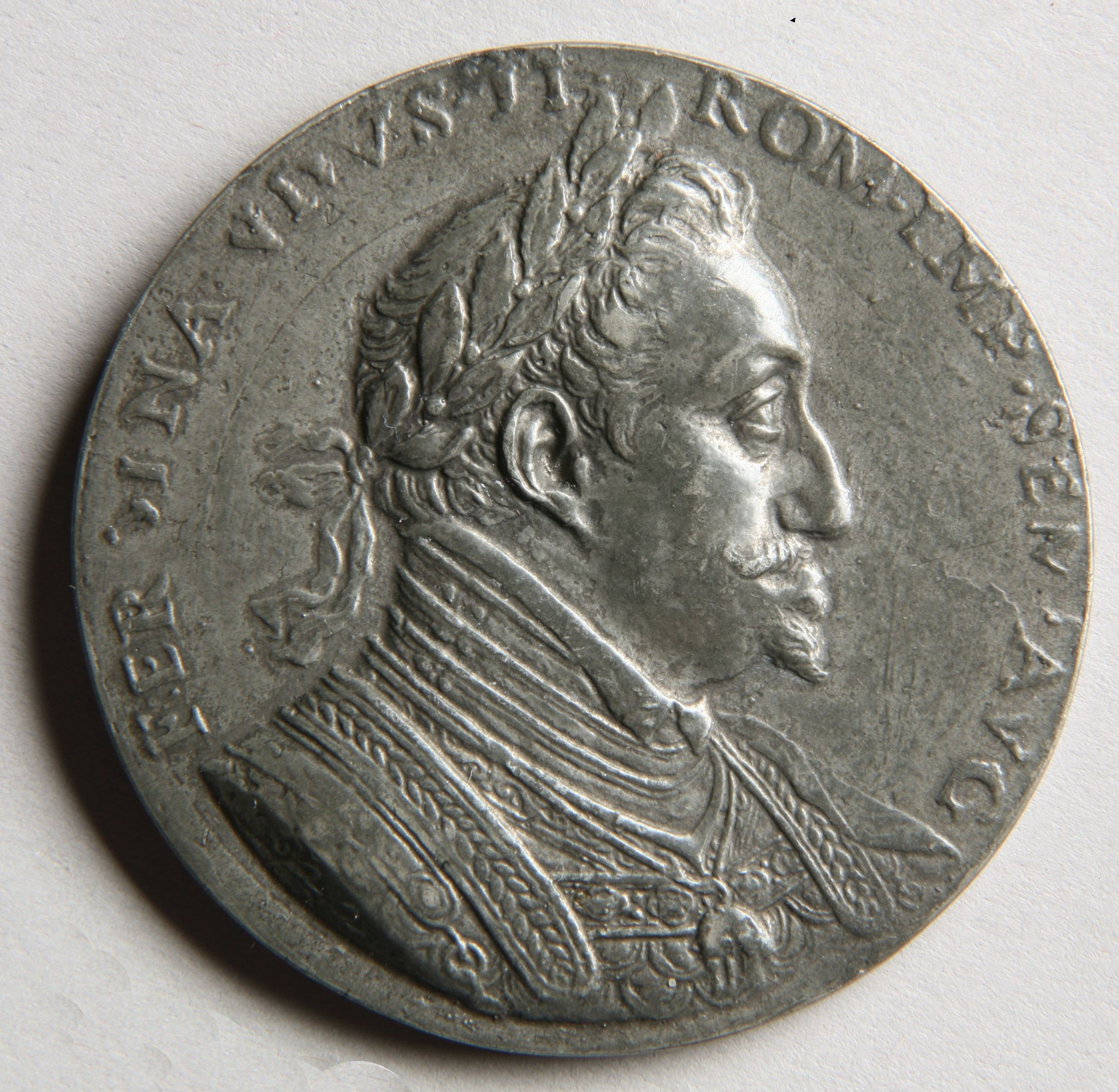
조반니 피에트로 데 포미스의 페르디난트 2세 초상화가 있는 백산 전투 기념 메달

메달리스트(medalist 또는 medallist)는 메달, 배지, 주화 등을 설계하는 예술가이다. 역사적으로 메달리스트들은 자신의 디자인을 만드는 일에도 수반되었으며 배경이 조각가이거나 금세공인인 경우가 일반적이었다. 현대에 메달리스트는 주로 크기가 큰 작품의 조각가들이다. 19세기부터 메달리스트의 교육은 종종 판화가로 시작하거나 모델링, 초상화 등의 학업으로 시작한다. 예술적 메달은 예술가에 의해 서명이 되곤 한다.

## 메달리스트 목록
- 프리덴스라이히 훈데르트바서 (1928 – 2000)
- 뤼크 라위크스 (1958)
- 매슈 볼턴 (1728 버밍엄 – 1809 버밍엄)
- 존 밀스 (1933-2019)
- 베르텔 토르발센 (1770 – 1844)
- 다비드 당제 (1788 – 1856)
- 도미니크 비방 드농 (1747 – 1825)
- 피에르 퓌뷔 드 샤반 (1824 – 1898)
- 카를 프리드리히 싱켈 (1781 – 1841)
- 필라레테 (약 1400 – 1469)
- 피사넬로 (1395 – 1455)
- 유제프 고스와프스키 (조각가) (1908 – 1963)
- 살바도르 달리 (1904 – 1989)
- 파블로 피카소 (1881 – 1973)